# Polution
Polution ist eine Schweizer Hard-Rock-Band.

## Geschichte
Die Schreibweise des Bandnamens mit nur einem „L“ basiert auf ursprünglicher Unkenntnis. Im Jahr 2008 brachte die Band ihr Debütalbum heraus und wurde unter anderem in der SRG-TV-Sendung music night vorgestellt. Unter anderem spielten sie 2009 als Vorgruppe der Band Shakra in Holland, Belgien, Deutschland und Italien und gaben in Tschechien ihr erstes eigenes Konzert außerhalb ihres Heimatlandes. 2012 erschien ebenfalls beim britischen Label Escape Music ltd. das zweite Album. Im Herbst 2024 gingen sie erneut ins Studio, um an einem dritten Album zu arbeiten.
Das Album wurde gemeinsam mit Tommy Vetterli (Kreator, Coroner) im New Sound Studio aufgenommen und produziert.
Das neue Album "Call To Mind" erscheint am 29. Mai 2025.

## Diskografie
- 2008: Overheated (Escape Music)
- 2012: Beyond Control (Escape Music)
- 2025: Call To Mind (POWER BLAST Records GmbH)